# Ronnie Anderson (Fußballspieler)
Ronald James „Ronnie“ Anderson (* 3. Juli 1922 in Gateshead; † 8. Februar 1984 in Chatham) war ein englischer Fußballspieler.

## Karriere
Anderson spielte als Jugendlicher für Newcastle YMCA und gewann als Mittelstürmer mit dem Klub im März 1939 den Northumberland Junior Cup, wobei er beim 4:2-Finalerfolg über die Netherton Juniors den 1:0-Führungstreffer erzielte. Im Sommer 1939 kam er 17-jährig zum FC Bury in die Football League Second Division, zuvor war er auch beim FC Middlesbrough für ein Probetraining vorstellig geworden. Durch den Ausbruch des Zweiten Weltkriegs nur wenige Wochen später und der damit verbundenen siebenjährigen Aussetzung des regulären Spielbetriebs, wurde seine beginnende Profilaufbahn aber unterbrochen. In den kriegsbedingten Ersatzwettbewerben kam er während der Spielzeit 1940/41 zu einem Einsatz für den FC Bury, zudem trat er als Gastspieler kurzzeitig bei Newcastle United (Mai bis September 1941, 3 Spiele/1 Tor) und dem FC Millwall (Februar 1942, 0:10-Niederlage gegen den FC Arsenal als Mittelstürmer) in Erscheinung.
In der ersten regulären Nachkriegssaison 1946/47 war er neben George Bradshaw, Don Carter, Reg Halton, Les Hart, Davy Jones, Eddie Kilshaw und Eddie Quigley einer von acht Profis, die bereits 1939 bei Einstellung des Spielbetriebs bei Bury unter Vertrag gestanden hatten. In der Frühphase der Saison kam er zu zwei Zweitligaeinsätzen für Bury, in den Partien gegen Southampton (1:1) und Chesterfield (0:2) bildete er mit Kilshaw die rechte Angriffsseite. Von Bury wurde ihm am Saisonende ein ablösefreier Wechsel gestattet und nach einem möglicherweise kurzen Aufenthalt bei Rhyl Athletic während der Saisonpause, kam Anderson im Juli 1947 zum Hauptstadtklub Crystal Palace in die Third Division South. Für Crystal Palace trat er zwar in der Saisonvorbereitung in internen Testspielen  in Erscheinung, wobei er bei seinem zweiten Auftritt nach Pressemeinung eine „bessere Partie als letzte Woche hatte und obwohl er nichts Überraschendes tat, zeigte er, dass er denken kann, manchmal zu schnell für seine Sturmkollegen“. Im Saisonverlauf kam er aber zu keinem Pflichtspieleinsatz, die Sturmreihe bestand zumeist aus Albert Mycock, Glyn Lewis, Fred Kurz, Jim Russell und Jimmy Clough, wobei bis auf Clough alle Spieler auch auf Andersons angestammter Position des rechten Halbstürmers wirkten. Bereits am Saisonende verließ er den Verein ohne Pflichtspieleinsatz wieder und schloss sich in der Folge möglicherweise Merthyr Tydfil FC an.